# 河野真太郎
河野 真太郎（こうの しんたろう、1974年〈昭和49年〉 - ）は、日本の英文学者。専修大学国際コミュニケーション学部教授。専門は20世紀イギリスの文化と社会。

## 来歴
1974年（昭和49年）、山口県生まれ。山口県立山口高等学校を卒業する。1998年（平成10年）一橋大学法学部卒業、2005年（平成17年）東京大学大学院人文社会系研究科博士課程単位取得満期退学。2012年（平成24年）には学位論文「田舎者の英文学 二〇世紀イギリスの｢文化｣とその地政学」を提出し、一橋大学を授与機関として博士（学術）を取得する。
2005年（平成17年）4月より、京都ノートルダム女子大学人間文化学部英語英文学科専任講師を務める。2009年（平成21年）より一橋大学大学院商学研究科専任講師に着任する。2011年（平成23年）同大学准教授。2015年-2016年スウォンジー大学リチャード・バートン・センター・フェロー。2018年（平成30年）一橋大学大学院経営管理研究科准教授（改組）。2019年（平成31年）より専修大学に転じて法学部教授に就任する。2020年（令和2年）より同大学国際コミュニケーション学部教授。

## 著書

### 単著
- 『〈田舎と都会〉の系譜学——二〇世紀イギリスと「文化」の地図』ミネルヴァ書房、2013年
- 『戦う姫、働く少女』（POSSE叢書 Vol.3）堀之内出版、2017年
  - 『増補 戦う姫、働く少女』ちくま文庫、2023年
- 『新しい声を聞くぼくたち』講談社、2022年
- 『この自由な世界と私たちの帰る場所』青土社、2023年
- 『はたらく物語──マンガ・アニメ・映画から「仕事」を考える8章』笠間書院、2023年
- 『正義はどこへ行くのか──映画・アニメで読み解く「ヒーロー」』集英社新書、2023年
- 『ぼっちのままで居場所を見つける──孤独許容社会へ』ちくまプリマー新書、2024年

### 共編著
- 『転回するモダン——イギリス戦間期の文化と文学』遠藤不比人・大田信良・加藤めぐみ・高井宏子・松本朗との共編、研究社、2008年
- 『愛と戦いのイギリス文化史 1951-2010年』川端康雄・大貫隆史・佐藤元状・秦邦生との共編、慶応義塾大学出版会、2011年
- 『文学研究のマニフェスト——ポスト理論・歴史主義の英米文学批評入門』三浦玲一編著、遠藤不比人・大田信良・越智博美・中井亜佐子・中山徹との共著、研究社、2012年
- 『文化と社会を読む——批評キーワード辞典』大貫隆史・川端康雄との共編著、研究社、2013年
- 『ジェンダーにおける「承認」と「再分配」──格差、文化、イスラーム』越智博美との共編、彩流社、2015年
- 『終わらないフェミニズム──「働く」女たちの言葉と欲望』日本ヴァージニア・ウルフ協会、麻生えりか、秦邦生、松永典子との共編、研究社、2016年

### 共著
- 『私たちの「戦う姫、働く少女」』ジェンダーと労働研究会編、田中東子・中村香住・川口遼・永山聡子との共著、堀之内出版、2019年
- 『不完全な社会をめぐる映画対話──映画について語り始めるために』西口想との共著、堀之内出版、2024年

### 翻訳
- 『帝国との対決——イクバール・アフマド発言集』デイヴィッド・バーサミアン（インタヴュアー）、 大橋洋一・大貫隆史との共訳、太田出版、2003年
- フレドリック・ジェイムスン『カルチュラル・ターン』合庭惇・秦邦生との共訳、作品社、2006年
- 『権力、政治、文化——エドワード・W・サイード発言集成』（上下巻）、ゴーリ・ヴィスワナタン編、大橋洋一・三浦玲一・坂野由紀子・田村理香・横田保恵との共訳、太田出版、2007年
- エドワード・W・サイード『文化と抵抗』デーヴィッド・バーサミアン（インタヴュアー）、 大橋洋一・大貫隆史との共訳、ちくま学芸文庫、2008年
- トニー・ジャット『失われた二〇世紀』（上下巻）、生駒久美・伊澤高志・近藤康裕・高橋愛との共訳、NTT出版、2011年
- T・ベネット、L・グロスバーグ、M・モリス（編）『新キーワード辞典——文化と社会を読み解くための語彙集』秦邦生・大貫隆史との共訳、ミネルヴァ書房、2011年
- ピーター・バーク『文化のハイブリディティ』法政大学出版局、2012年
- フレドリック・ジェイムソン『未来の考古学2——思想の達しうる限り』秦邦生・大貫隆史との共訳、作品社、2012年
- レイモンド・ウィリアムズ『共通文化にむけて——文化研究I』川端康雄編訳、大貫隆史・近藤康裕・田中裕介との共訳、みすず書房、2013年
- トニー・ジャット、ティモシー・スナイダー（聞き手）『20世紀を考える』みすず書房、2015年
- レイモンド・ウィリアムズ『想像力の時制——文化研究II』川端康雄編訳、遠藤不比人・大貫隆史・鈴木英明・山田雄三との共訳、みすず書房、2016年
- トニー・ジャット（著）、ジェニファー・ホーマンズ（編）『真実が揺らぐ時──ベルリンの壁崩壊から9.11まで』西亮太・星野真志・田尻歩との共訳、慶應義塾大学出版会、2019年
- 河野真太郎（編）『暗い世界──ウェールズ短編集』川端康雄・山田雄三・中井亜佐子・西亮太との共訳、堀之内出版、2020年
- ウェンディ・ブラウン『新自由主義の廃墟で──真実の終わりと民主主義の未来』人文書院、2022年
- アンジェラ・マクロビー『フェミニズムとレジリエンスの政治──ジェンダー、メディア、そして福祉の終焉』田中東子との共訳、青土社、2022年
- ナオミ・ザック『民主主義──終わりなき包摂のゆくえ』白水社、2025年
- キャサリン・ロッテンバーグ『ネオリベラル・フェミニズムの誕生』人文書院、2025年